# Edis Agović
Ne doit pas être confondu avec Denis Agović.
Edis Agović, né le 12 juillet 1993 à Dudelange au Luxembourg, est un footballeur luxembourgeois qui joue au poste de milieu offensif au FC UNA Strassen.
Il est le frère jumeau de Denis Agović, jouant lui aussi au FC UNA Strassen.

## Biographie

### AS La Jeunesse d'Esch (2011-2013)
La carrière du joueur débute au sein de l'AS La Jeunesse d'Esch, son club formateur, en 2011.
En 2013, il remporte pour la première fois de sa carrière la Coupe du Luxembourg face au FC Differdange 03 (victoire deux buts à un).

#### Prêt à l'Union05 Kayl-Tétange (2013)
Il est prêté à l'Union05 Kayl-Tétange pour la fin de saison 2012-2013.

### FC UNA Strassen (2013-2018)
N'étant pas conservé par l'AS La Jeunesse d'Esch, le joueur rejoint le FC UNA Strassen en 2013 pour une saison,.

### F91 Dudelange (2018-2024)
Après de bonnes performances avec Strassen, il rejoint le F91 Dudelange, champion en titre de BGL Ligue, dès 2018.
Il remporte directement la Supercoupe du Luxembourg face au RFCU Luxembourg avant de finir champion de BGL Ligue cette première saison ainsi que vainqueur de la Coupe du Luxembourg face au FC Etzella Ettelbruck (victoire cinq buts à zéro).
À l'issue de la saison 2021-2022, le joueur remporte une seconde fois le championnat avec Dudelange.

### FC UNA Strassen (depuis 2024)
Après six ans dans son ancien club, le joueur s'engage dans un club qu'il connaît bien, au FC UNA Strassen, où il rejoint son frère jumeau, Denis Agović,.

## Palmarès
| AS La Jeunesse d'Esch (1) :                                                 | F91 Dudelange (4) : | FC UNA Strassen :                  |
| --------------------------------------------------------------------------- | --- | ---------------------------------- |
| - BGL Ligue - Vice-champion : 2012 - Coupe du Luxembourg - Vainqueur : 2013 | - BGL Ligue (2) - Champion : 2019 et 2022 - Vice-champion : 2021 - Coupe du Luxembourg - Vainqueur : 2019 - Supercoupe du Luxembourg - Vainqueur : 2018 | - BGL Ligue - Vice-champion : 2025 |